# Langon (Ille y Vilaine)
 Langon  es una población y comuna francesa, situada en la región de Bretaña, departamento de Ille y Vilaine, en el distrito de Redon y cantón de Redon.

## Monumentos

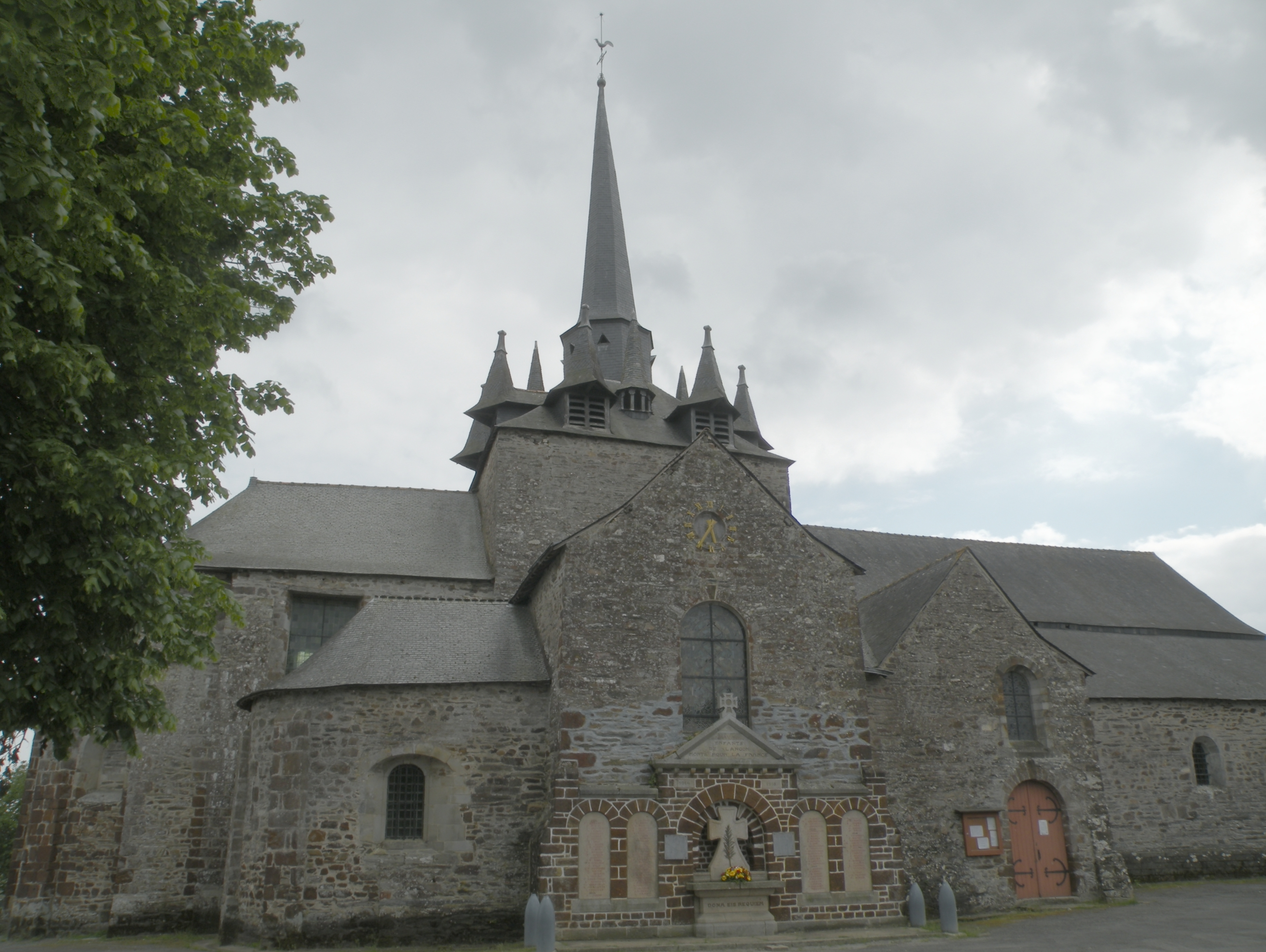
La iglesia de Saint-Pierre

## Demografía
| 1342 | 1415 | 1141 | 1214 | 1261 | 1281 |
| Para los censos de 1962 a 1999 la población legal corresponde a la población sin duplicidades (Fuente: INSEE [Consultar]) |      |      |      |      |      |